# 項如皐
項如皐（17世紀—17世紀），字孟凱，號幾石，南直隸寧國府太平縣人，明朝政治人物。

## 生平
項如皐個性剛介，喜歡交遊，博學有名聲，崇禎九年（1636年）中舉人，十三年（1640年）賜特用出身，獲授刑部福建司主事、十四年陞工部都水員外郎、十五年再擢工部都水司郎中，同年卒於任。
任職刑部主事時，剖決明敏，保護善人，奏覆稱旨，曾釋放未決案件中賀鼎、胡周鼒、方孔炤、解學龍、虎大威等二百八十七人；黃道周忤逆崇禎帝，解學龍等人請他上疏救助，他寫下疏草呈上令三堂咋舌，他堅持說：「如果聖怒不測，由我擔當。」不久黃道周獲釋，項如皐隨即去世，由雷縯祚、劉理順治喪，其行李中只得銀五兩、敝衣一襲、書數卷，因此集資殮葬。同僚都水司管河郎中鍾奇出差高郵，送其棺木返鄉。
項如皐生前有詩：「天上法輪從地轉，人閒孽債亦予辜」。
錢海岳《南明史》則稱他在隆武年間仍在世，在隆武朝廷擔任工部都水司員外郎、郎中，應是誤載。

## 家族
祖父項陛，歲貢、樂陵知縣，

## 引用
1. 1 2  嘉慶［安徽］《太平縣志·卷六》：項如皐，字孟凱，號幾石，履齋嫡孫，剛介耐貧，喜交遊博學有時譽，習制舉業務，從性地尋源本故，語出往往見血；誠刻意脩行、誠篤薪水，不充志、不刻素、不出入公府，然遇事當言輙正襟，言之利弊劃然。崇貞丙子膺鄉薦，越五年庚辰以特用授北刑部福建司主事，剖決明敏，尤保護善類，嘗奏覆稱旨，出滯獄賀鼎、胡周鼒、方孔昭、解學龍、虎大威等二百八十七名武英股大學士；黃道周忤旨，上震怒，解學龍等竝以薦與救得罪，如皐撰疏草呈，三堂咋舌，如皐堅請曰：「倘聖怒不測，皐請當之。」疏上道周得釋。皐尋卒，雷縯祚、劉理順經紀其喪，檢笥中惟銀五兩、敝衣一襲、書數卷而已，為之醵賻以殮，及同司鍾奇出差高郵，乃以其櫬歸；初皐典禁詩有云：「天上法輪從地轉，人閒孽債亦予辜」其度量宏遠亦可想見一班云。
2. ↑  嘉慶［安徽］《太平縣志·卷五》：文甲……明……項如皐 崇禎庚辰，仕刑部主事，見名臣……文科……明……項如皐 崇禎丙子，見文甲
3. ↑  錢海岳《南明史·卷四十三·列傳第十九》：同（周汝璣）時（隆武）工部司官……項如皐，寧國太平人。崇禎十三年特用。自刑部主事歷都水員外郎、郎中。